# Christian Kux
Christian Kux (né le 3 mai 1985 à Chemnitz) est un coureur cycliste allemand, passé professionnel en 2008 chez Milram.

## Biographie
Non-conservé par la formation Milram en 2010, il se retrouve sans équipe et arrête sa carrière professionnelle.

## Palmarès sur route

### Par année
- 2002
  - 3e étape du Cottbuser Bundesliga Etappenfahrt (contre-la-montre)
  - 3e du Cottbuser Bundesliga Etappenfahrt
  - 3e du championnat d'Allemagne du contre-la-montre juniors
- 2007
  - Vainqueur de la Coupe d'Allemagne espoirs
  - Prologue du Tour de Thuringe (contre-la-montre par équipes)
  - 5e étape du Tour de Brandebourg
  - 2e du championnat d'Allemagne sur route espoirs
  - 2e du Tour de Brandebourg
  - 3e du Tour du Sachsenring

### Résultats sur les grands tours

#### Tour d'Espagne
1 participation 
- 2008 : abandon (19e étape)

### Classements mondiaux
| Année           | 2006  | 2007 |
| --------------- | ----- | ---- |
| UCI Europe Tour | 1162e | 677e |

## Palmarès sur piste

### Championnats du monde
- Moscou 2003
  -  Médaillé de bronze de la poursuite par équipes juniors

### Championnats d'Europe
- Büttgen 2002
  -  Médaillé d'argent de la poursuite par équipes juniors

### Championnats nationaux
| - 2001 - Champion d'Allemagne de poursuite cadets - 2002 - Champion d'Allemagne de poursuite juniors - 3e du championnat d'Allemagne de poursuite par équipes juniors | - 2003 - Champion d'Allemagne de poursuite juniors |